# Gestion par affaire
Pour les articles homonymes, voir ETO.
La gestion par affaire (en anglais, engineer to order ou ETO) est un mode de gestion et de production pour les produits et services complexes, conçus, réalisés ou configurés à la demande. Elle est utilisée en particulier dans le domaine de l'ingénierie et de la construction.   

## Principe
La gestion par affaire s'applique à la fourniture de produits ou de services complexes, qui ne peuvent pas être entièrement produits à l'avance, et qui, pour répondre au besoin du client, nécessitent d'être conçus, réalisés, assemblés, ou configurés avant leur utilisation.  Il s'agit par exemple d'ouvrages immobiliers, d'équipements lourds, de systèmes informatiques, ou encore de services d'ingénierie.    
L'affaire désigne alors la relation commerciale et industrielle destinée à répondre au besoin.  Elle commence à la prise de contact avec le client par l'ingénieur d'affaires qui va identifier et qualifier les besoins particuliers du client.. Elle se termine lorsque le produit ou le service a été fourni et satisfait le besoin.    
La gestion par affaire a pour but « d'organiser et de suivre chaque affaire du devis jusqu'à l'installation sur site et éventuellement l'après-vente ». Elle concerne de ce fait aussi bien les processus commerciaux, que les processus de production et de prestation de services.  Sa mise en œuvre implique généralement une gestion de projets pour répondre aux impératifs de coûts, de délais convenus et de qualité.  La gestion par affaire correspond en cela à une configuration particulière des processus d'affaires, nécessitant une ingénierie avant-vente  (d'où l'appelation anglaise « engineer to order »).  